# John FitzGibbon (2e comte de Clare)
John FitzGibbon, 2e comte de Clare (10 juillet 1792 - 18 août 1851) est un aristocrate et homme politique anglo-irlandais.

## Jeunesse
FitzGibbon est né le 10 juillet 1792. Il est le fils aîné de John FitzGibbon (1er comte de Clare) et de son épouse, Anne Whaley. Il a deux frères et sœurs, Richard Hobart FitzGibbon (qui devient plus tard le 3e comte de Clare) et Isabella Mary Anne FitzGibbon.
Ses grands-parents maternels sont Richard Chapel Whaley, de l'abbaye de Whaley dans le comté de Wicklow, et Anne Ward (fille du révérend Bernard Ward). Son oncle est Thomas Whaley, un député de Newcastle. Son père est le deuxième, mais premier fils survivant, et héritier de John FitzGibbon, de Mount Shannon dans le comté de Limerick et d'Eleanor Grove (fille de John Grove, de Ballyhimmock, dans le comté de Cork).
À la mort de son père en 1802, il devient baron FitzGibbon dans la pairie de Grande-Bretagne et de comte de Clare dans la pairie irlandaise. Il fait ses études à la Harrow School et à la Christ Church d'Oxford, où il obtient son diplôme en 1812.

## Carrière
De 1820 à 1851, il est actif dans la gestion immobilière lorsqu'il n'est pas dans la fonction publique, et à partir de 1820, il participe aux travaux de la Chambre des lords. En 1830, il devient conseiller privé, et plus tard la même année, il est nommé gouverneur de Bombay, jusqu'en 1835.
En 1835, il est investi en tant que chevalier grand-croix de l'ordre royal guelfe, est membre de la Royal Asiatic Society à partir de 1839 et investi chevalier de Saint-Patrick en 1845. Il est sous-lieutenant du comté de Limerick de 1846 à 1849, puis Lord Lieutenant de la ville de Limerick pour le reste de sa vie.

## Vie privée
Le 14 avril 1826, il épouse Elizabeth Burrell, fille de Peter Burrell, 1er Lord Gwydwyr et Priscilla Bertie, de plein droit baronne Willoughby de Eresby. Sa dot est comprise entre 30 000 et 60 000 £. Le couple vit séparé, Lady Clare déménageant sur l'île de Wight où elle construit une église catholique à Ryde et un prieuré à Carisbrooke.
Il est également connu pour avoir été un grand ami de Lord Byron alors qu'il fréquente l'école de Harrow. Byron a prétendu l'aimer "à l'infini" et a déclaré qu'il ne pourrait jamais entendre le mot "Clare" sans "un murmure du cœur".
Lord Clare meurt le 18 août 1851 et, comme il n'a pas de descendance, son frère cadet lui succède dans ses titres et domaines. Ses restes sont déposés à Catacomb B, Vault 63, dans le cimetière de Kensal Green, à Londres, où sa casquette de maintenance peut être vue à l'intérieur de la voûte. Sa veuve est enterrée au cimetière Mountjoy à Carisbrooke, île de Wight, à côté de sa compagne proche, Miss Charlotte Elliot.